# Резолюция Совета Безопасности ООН 1582
Резолюция 1582 Совета Безопасности Организации Объединенных Наций — резолюция Совета Безопасности ООН, единогласно принятая 28 января 2005 года, после подтверждения всех резолюций по Абхазии и Грузии, в частности резолюции 1554 (2004), Совет продлил мандат миссии Организации Объединенных Наций по наблюдению в Грузии (МООННГ) до 31 июля 2005 года. Россия выступила против присутствия Грузии на встрече, поэтому после первого заседания  в оставшихся Грузия не участвовала.

## Резолюция

### Предварительные данные
В преамбуле резолюции Совет Безопасности ООН подчеркнул, что отсутствие прогресса в урегулировании между двумя сторонами неприемлемо. Он осудил уничтожение вертолета МООННГ в октябре 2001 года, в результате которого погибло девять человек, и выразило сожаление по поводу того, что лица, совершившие это нападение, не были установлены.  Совет Безопасности приветствовался вклад МООННГ и Содружества Независимых государств (СНГ) в дополнение к мирному процессу под руководством Организации Объединенных Наций.

### Акт
Совет Безопасности приветствовал политические усилия по урегулированию ситуации, в частности, "основные принципы распределения полномочий между Тбилиси и Сухуми" для облегчения переговоров между Грузией и Абхазией. Он выразил сожаление в связи с отсутствием прогресса в переговорах о политическом статусе и отказе Абхазии обсуждать данный документ, а также призвала обе стороны преодолеть взаимное недоверие. Была подтверждена позиция Совета в отношении выборов в Абхазии, изложенная в резолюции №1255 (1999). Были осуждены все нарушения соглашения 1994 года о прекращении огня и разъединении сил. Совет также приветствовал спокойствие, сохраняющееся в Кодорском ущелье и подписание протокола обеими сторонами 2 апреля 2002 года. Была отмечена обеспокоенность гражданского населения, грузинской стороне было предложено гарантировать безопасность военнослужащих МООННГ и СНГ в ущелье. Было рекомендовано активизировать усилия по укреплению безопасности в Гальском районе Абхазии.
В резолюции содержится настоятельный призыв к обеим сторонам активизировать мирный процесс, включая более широкое участие в решении вопросов, касающихся беженцев, внутренне перемещенных лиц, экономического сотрудничества и политических вопросов и вопросов безопасности. Она также подтвердила неприемлемость демографических изменений, вызванных конфликтом. Абхазии, в частности, было предложено улучшить правоприменительную деятельность, решить проблему отсутствия образования для этнических грузин на их родном языке и обеспечить безопасность возвращающихся беженцев.
Совет Безопасности вновь призвал обе стороны принять меры для выявления лиц, ответственных в уничтожении вертолета МООННГ в октябре 2001 года. Обеим сторонам было также предложено отказаться от военной риторики и демонстраций в поддержку незаконных вооруженных формирований и обеспечить безопасность персонала Организации Объединенных Наций. Кроме того, совет выразил обеспокоенность по поводу безопасности персонала МООННГ в связи с неоднократными похищениями миротворческого персонала МООННГ и СНГ.
В заключении, генеральному секретарю ООН Кофи Аннану было предложено представить доклад о положении в Абхазии в течение трех месяцев.